# Benjamin Ruggiero
Benjamin Ruggiero, conosciuto anche con i soprannomi di Lefty, Lefty Guns e Lefty Two Guns (New York, 19 aprile 1926 – New York, 24 novembre 1994), è stato un mafioso statunitense, soldato della famiglia Bonanno. È molto conosciuto per la sua amicizia con Joe Pistone.

## Biografia
Ruggiero nacque nel quartiere Fourth Ward di Manhattan. Da giovane si affiliò alla famiglia mafiosa dei Bonanno e venne messo nel regime di Michael Sabella. Era molto amico di altri soldati della famiglia Bonanno, Anthony Mirra, Philip Rastelli (futuro boss) e Dominick Napolitano (futuro caporegime). Nel 1979 il boss dei Bonanno Carmine Galante venne assassinato in un ristorante a Brooklyn e lo sostituì Philip Rastelli. Il caporegime Alphonse Indelicato assieme ad altri si ribellarono a Rastelli e così Indelicato, Trinchera e Giaccone vennero attirati in un'imboscata il 5 maggio 1981 e vennero assassinati. Ruggiero fu uno di quelli che smembrarono i corpi.
Mirra affilierà nel 1976 alla famiglia il ladro di gioielli Donnie Brasco. In verità Brasco si chiamava Joseph D. Pistone ed era un agente dell'FBI sotto copertura infiltratosi nella famiglia per dare informazioni all'FBI. Lefty sviluppò un forte legame con Donnie, che considerava un semplice ladro di gioielli che aspettava di essere affiliato alla famiglia. Un giorno Ruggiero disse a Donnie di rimediare uno yacht in cui ospitare diversi capifamiglia mafiosi. Qualche giorno dopo Lefty lesse sul giornale che lo yacht era dell'FBI, ma Donnie disse che non ne sapeva niente.
Nel 1981 l'operazione Donnie Brasco terminò e due agenti dell'FBI informarono Ruggiero e Dominick Napolitano che in verità Donnie Brasco era l'agente dell'FBI Joe Pistone. Anthony Mirra e Dominick Napolitano vennero giustiziati per aver permesso ad un agente dell'FBI di infiltrarsi nella famiglia. Il 30 agosto 1981 Benjamin Ruggiero venne arrestato mentre andava ad un incontro in cui probabilmente sarebbe stato assassinato. Si rifiutò di entrare a far parte del Programma protezione testimoni e venne condannato a 20 anni di galera, ma venne rilasciato dopo 11 anni perché malato di cancro ai polmoni e ai testicoli. Morì di cancro il 24 novembre 1994.

## Vita privata
Si sposò due volte ed ebbe tre figlie e un figlio.
Due delle sue figlie sposarono dei mafiosi.

## Curiosità
- Ruggiero fu protagonista del film del 1997 Donnie Brasco, in cui era interpretato da Al Pacino.
- Il soprannome "Lefty" gli venne dato per il fatto di tirare i dadi con la mano sinistra, mentre "Two Guns" gli venne dato perché usava spesso due pistole.
- Gli vengono attribuite 26 esecuzioni.